# 후안 마누엘 비발디
후안 마누엘 비발디(스페인어: Juan Manuel Vivaldi, 1979년 7월 17일~)는 아르헨티나의 은퇴한 필드하키 선수로 현역 시절 포지션은 골키퍼이다. 올림픽에 4회 출전했고 2016년 하계 올림픽에서 금메달을 획득했다. 이 외에 월드컵 3위, 팬아메리칸 게임에서 3번 우승을 차지하였고, 2020년 하계 올림픽 이후 은퇴를 선언했다.